# Patrick Wald Lasowski
 (mars 2025).
Si vous disposez d'ouvrages ou d'articles de référence ou si vous connaissez des sites web de qualité traitant du thème abordé ici, merci de compléter l'article en donnant les références utiles à sa vérifiabilité et en les liant à la section « Notes et références ».
Pour les articles homonymes, voir Wald et Lasowski.
Œuvres principales
- La Maison Maupassant
- La Terreur

Compléments
professeur d'université
Patrick Wald Lasowski, spécialiste de la littérature des XVIIIe et XIXe siècles, est un professeur et essayiste des libertins.

## Biographie
Après avoir passé une maîtrise et un D.E.A. de Lettres Modernes à l’Université de Lille III (mémoires dirigé par Philippe Bonnefis) et une maîtrise de Philosophie à l’Université de Vincennes (mémoire dirigé par Jean-François Lyotard), P.W.L. obtient l’agrégation de Lettres Modernes.
Après ses premiers postes (parmi lesquels Lecteur de français à l’Université d’Aarhus, au Danemark), ayant soutenu sa thèse sur travaux, il est élu maître de conférences, puis professeur, à l’Université du Littoral, avant d’enseigner à l’Université de Paris 8-Vincennes-Saint-Denis, où il est aujourd’hui professeur émérite (2025). 
Champ de recherches I : la littérature et la sensibilité libertines du XVIIIème siècle
C’est avec la publication d’un article consacré à Claude de Crébillon, puis avec un essai, Libertines, que P.W.L. ouvre le champ de ses recherches consacrées à la littérature libertine. Il interroge non seulement les arts, mais l’histoire politique et sociale du siècle des Lumières, en montrant comment – avec  l’affranchissement de l’autorité religieuse et la recherche du plaisir sexuel – l’outrance du « dérèglement » s’impose comme une notion majeure pour comprendre le libertinage.
Essais, éditions critiques, articles, organisation de colloques, direction de numéros de revues témoignent de l’importance à ses yeux de ce domaine de recherches. 
Champ de recherches II : le roman français du XIXème siècle
Très vite, P.W.L. interroge deux objets fondamentaux à travers lesquels s’est construit l’imaginaire romanesque du XIXème siècle : d’un côté, la maladie, la syphilis ; de l’autre, l’échafaud, la guillotine ; objets d’angoisse, de terreur, à la source de nombreux textes.
Au-delà, il ne cesse de revenir sur cette puissance créatrice d’images, d’émotions, de réflexions, que constituent le roman et la poésie du XIXème siècle. Il édite ainsi (seul ou avec son frère Roman) Maupassant, Stevenson, Barbey d’Aurevilly, Mirbeau, Fénéon. 
Fictions : le roman historique
C’est avec une trilogie consacrée à la Terreur dans notre Histoire que P.W.L. commence la publication d’une série de romans historiques : la terreur politique avec La Terreur (1793-1794) ; la terreur religieuse avec Les Singes de Dieu (1588-1594).
Cependant, la terreur nazie le conduit à deux romans distincts : La Nuit des archanges, mai 1942, qui montre les personnages-clefs de la collaboration, à une soirée à l’ambassade d’Allemagne à Paris (devenu Avant la rafle) et les Mémoires du capitaine Tremblé pour une France libre, qui montre l’itinéraire d’un officier du 2ème Bureau affecté à Berlin, avant de s’engager dans la résistance. 

## Œuvres
- Libertines, Paris, Gallimard, coll. « Les Essais »
- Syphilis : essai sur la littérature française du XIXe siècle, Paris, Gallimard, coll. « Les Essais »
- L’Ardeur et la galanterie, Paris, Gallimard, coll. « Les Essais »
- Les Échafauds du romanesque, Lille, Presses Universitaires de Lille, coll. « Objet »
- André Gide, vendredi 16 octobre 1908 (avec Roman Wald-Lasowski), Paris, J.C. Lattès, coll. « Une journée particulière »
- De la beauté des femmes : essai (avec Roman Wald-Lasowski), Paris, Gallimard
- Le Traité des mouches secrètes, Paris, Le Promeneur, coll. « Le Cabinet des lettrés »
- Le Traité du transport amoureux, Paris, Le Promeneur, coll. « Le Cabinet des lettrés »
- La Capture de l’éclat (avec un texte d’Anne-Marie Clais), photographies de Guy Lucas de Peslouan,Paris, Éditions Cercle d’art
- L’Ultime faveur, Paris, Gallimard, coll. « Le Cabinet des lettrés »
- Guillotinez-moi ! Précis de décapitation, Paris, Le Promeneur, coll. « Le Cabinet des lettrés »
- Le Grand Dérèglement, Paris, Gallimard, coll. « L’Infini »
- La Maison Maupassant, Paris, Gallimard, coll. « L’Un et l’Autre »
- L’Amour au temps des Libertins, Paris, First
- Dictionnaire libertin. La langue du plaisir au siècle des Lumières, Paris, Gallimard, coll. « L’Infini »
- La Terreur, roman, Paris, Cherche-Midi, coll. « Styles »
- Scènes du plaisir. La gravure libertine, 2 vol. (sous coffret : Préliminaires ; Postures), Paris, Éditions Cercle d’Art
- Les Singes de Dieu, roman, Paris, Cherche-Midi, coll. « Styles »
- Olivier Masmonteil (avec un texte de Marie Maertens), Paris, Éditions Cercle d’Art
- D’une rive à l’autre (photographies de Jérôme Byron, Thomas Delhemmes, Luc Manago, Patrick Messina), Paris, La Martinière, 2020 et, simultanément, From One Shore to Another, New-York, Abrams Inc.
- La Plume dissipée, Paris, Stilus
- Saint Sébastien martyr suivi de Des roses sous la Terreur, Paris, Stilus
- Avant la rafle, mai 1942 suivi de Mémoires du capitaine Tremblé pour une France libre, Paris, Stilus, 
Éditions critiques
- La Maison Tellier, de Guy de Maupassant, préface, commentaire et notes, Paris, Librairie générale française, coll. « Le Livre de poche »
- Le Rosier de Madame Husson, de Guy de Maupassant, préface, commentaire et notes, Paris, Librairie générale française, coll. « Le Livre de poche »
- Le Cas étrange du Dr Jekyll et de Mr Hyde, de Robert Louis Stevenson, trad. fr. de Jean Muray, préface, commentaire et notes, Paris, Librairie générale française, coll. « Le Livre de poche. Nouvelle approche »
- Nouvelles en trois lignes, de Félix Fénéon, présentation (avec Roman Wald-Lasowski), ill. par Félix Vallotton, Paris, éd. Macula, coll. « Macula littérature »
- Le Chevalier Des Touches, de Jules Barbey d’Aurevilly, préface, annexes et notes (avec Roman Wald-Lasowski), Paris, Librairie générale française, coll. « Le Livre de poche. Classique »
- Romans autobiographiques (Le Calvaire ; L’abbé Jules ; Sébastien Roch), d’Octave Mirbeau, préface (avec Roman Wald-Lasowski), Paris, Mercure de France, coll. « Mille pages »
- Les sœurs Rondoli, de Guy de Maupassant, préface et notes (avec Roman Wald-Lasowski), Paris, Libraire générale française, coll. « Le Livre de poche. Classique »
- Mouche, et autres nouvelles, de Guy de Maupassant, introduction, commentaires et notes (avec Roman Wald-Lasowski), Paris, Librairie générale française, coll. « Le Livre de poche. Classique »
- La Science pratique de l’amour : manuels révolutionnaire érotiques, présentation, Arles, Éditions Philippe Picquier, coll. « Le Pavillon des corps curieux »
- L’Espion libertin ou le calendrier du plaisir : histoire, adresses, tarifs et spécialités des courtisanes de Paris, présentation et choix de textes, Arles, Éditions Philippe Picquier, coll. « Le Pavillon des corps curieux »
- Romanciers libertins du XVIIIe siècle, 1, préface, chronologie, note sur la présente édition, établie sous la direction de Patrick Wald Lasowski, avec la collaboration d’Alain Clerval, Jean-Pierre Dubost, Marcel Hénaff, Pierre Saint-Amand, Roman Wald-Lasowski, Paris, Gallimard, coll. « Bibliothèque de la Pléiade »
- Romanciers libertins du XVIIIe siècle, 2, éd. établie sous la direction de Patrick Wald Lasowski, avec la collaboration de Peter Cryle, Michel Delon, Jean-Pierre Dubost, Jean M. Goulemot, Jean-Michel Raynaud, Pierre Saint-Amand, Lydia Vazquez et Roman Wald-Lasowski, Paris, Gallimard, coll. « Bibliothèque de la Pléiade »
- Le Petit-fils d’Hercule, édition et notes, Paris, Gallimard, coll. « Folio 2 € »
- Margot la ravaudeuse, édition et notes, Paris, Gallimard, coll. « Folio 2 € »
- Souvenirs de Louise-Élisabeth Vigée-Lebrun, préface, établissement du texte et notes, Paris, Citadelles & Mazenod,
- Le Sultan Misapouf et la princesse Grisemine, de Voisenon, édition et notes, Paris, Gallimard, coll. « Folio 2 € »